# 北原壮太
北原 壮太（きたはら そうた、英語: Sota Kitahara、2003年1月11日 - ）は、アメリカ合衆国ワシントン州出身のプロサッカー選手。 ポジションはミッドフィールダー。

## 来歴
シアトル郊外のエドモンズ市で日本人の両親のもとに生まれ，メジャーリーグサッカー(MLS)・シアトル・サウンダーズFCのアカデミー (U-14) に地元の提携クラブから加入。2019年からアカデミーに籍を置いたままリザーブチームのタコマ・ディファイアンスメンバーに招集されてUSLチャンピオンシップでプレーするようになった。2020年12月15日にタコマ・ディファイアンスとプロ契約を締結。
2021年7月16日、半年間の期限付き移籍でオーストリア・レギオナルリーガ（3部相当）所属のFCピンズガウ・ザールフェルデンに加入した。
2022年10月28日、シアトル・サウンダーズFCと2年の延長オプションが付帯した2年契約を結んだ。2023年3月25日、スポルティング・カンザスシティ戦で87分にクリスティアン・ロルダンと交代でピッチに立ち、MLSデビューを果たした。しかしサウンダーズのメンバーとして公式戦に出場したのは2023年はこの1試合のみ、翌2024年もMLSのリーグ戦2試合とUSオープンカップの1試合のみにとどまり、契約期間の大半をリザーブチームのタコマ・ディファイアンスでのプレーに費やすことになった。2024年12月5日、シアトル・サウンダーズは延長オプションを行使しないことを発表し、契約満了により退団が決定した。
元U-16アメリカ合衆国代表。一方で、日本・米国の両国籍を保有し，インタビューで日本代表への憧れも述べている。